# Sphenoclea
Sphenoclea is een geslacht uit de familie Sphenocleaceae. Het geslacht telt twee soorten die voorkomen in tropisch Afrika, op Madagaskar en op het Indisch subcontinent.

## Soorten
- Sphenoclea dalzielii N.E.Br.
- Sphenoclea zeylanica Gaertn.